# Antonín Hulka
Antonín Hulka, uváděn i jako Antonín Hůlka (29. března 1849 Kotojedy – 17. března 1910 Valašské Meziříčí), byl rakouský notář a politik české národnosti z Moravy; poslanec Moravského zemského sněmu.

## Biografie
Narodil se roku 1849 v Kotojedech u Kroměříže. Rodiči byli čtvrtláník František Hůlka a Františka Kytlicová z Velkých Těšan. Antonín vystudoval Piaristické gymnázium v Kroměříži a od roku 1869 práva na Vídeňské univerzitě a Karlo-Ferdinandově univerzitě v Praze. Jeho manželkou byla Josefa Pecníková. Měli syna Otakara narozeného roku 1872. Po dokončení vysoké školy nastoupil roku 1873 Hulka na notářskou a soudní praxi. Dne 12. června 1879 byl jmenován notářem v severomoravském Dvorci. Od února 1883 byl převeden do Valašského Meziříčí. Rodina Hulkových bydlela v čp. 177 v Gymnasiální ulici (nyní Poláškova) ve Valašském Meziříčí.
Od roku 1883 byl velitelem sboru dobrovolných hasičů ve Valašském Meziříčí. Byl členem místní Musejní společnost a podílel se na přípravě Národopisné výstavy českoslovanské v roce 1895. Od roku 1885 do roku 1893 zasedal v obecním výboru ve Valašském Meziříčí a také byl členem tamní městské rady. Po dobu devatenácti let zastával funkci předsedy okresní hospodářské jednoty ve Valašském Meziříčí. Byl rovněž dlouholetým předsedou místního spolku Beseda. Prosadil vznik dívčí měšťanské školy, později i dívčího učitelského ústavu. Působil coby člen notářské komory v Olomouci a na sklonku života byl i jejím prezidentem. Byl prvním českým prezidentem notářské komory v Olomouci.
Koncem 19. století se zapojil i do vysoké politiky. V zemských volbách v roce 1890 byl zvolen na Moravský zemský sněm, kde zastupoval kurii venkovských obcí, obvod Rožnov, Valašské Meziříčí, Vsetín. Mandát zde obhájil v zemských volbách v roce 1896 a zemských volbách v roce 1902. Ihned po volbě roku 1890 se přihlásil do sněmovního klubu Moravské národní strany (staročeské). V roce 1890 ho ovšem vídeňský list Neue Freie Presse popisuje jako jednoho z českých poslanců na Moravě, který má nejblíže k mladočechům. Ve volbách roku 1896 uspěl jako český kompromisní kandidát. Byl společným kandidátem českého ústředního volebního výboru. Před volbami roku 1902 je již řazen mezi poslance mladočeské, respektive poslance Lidové strany na Moravě coby moravské obdoby mladočechů. Od ledna 1898 byl členem předsednictva poslaneckého klubu Lidové strany na zemském sněmu a měl funkci zapisovatele. Po nových volbách, kdy se ustavoval poslanecký klub Lidové strany se v červnu 1902 stal klubovým zapisovatelem a pokladníkem. Do samotných voleb šel jako kandidát spojených českých stran (staročeské a mladočeské) proti českému klerikálnímu rivalovi. V zemských volbách v roce 1906 pak kandidoval přímo za mladočechy, ale zvolen nebyl.
Na sněmu byl členem a místopředsedou sněmovního petičního odboru, v období let 1895–1906 členem školského odboru a v letech 1899–1903 imunitního odboru. Patřil mezi aktivní poslance.
Zemřel v březnu 1910 ve svém domě ve Valašském Meziříčí. Příčinou úmrtí byl zánět pobřišnice.